# Муха 2
«Муха 2» (англ. The Fly II) — американський фільм жахів 1989 року.

## Сюжет
Після жахливої смерті вченого Сета Брандла на світ народився його син Мартін. Мати дитини померла при пологах, і маленького сироту як вихованця та об'єкта для спостереження залишив у себе містер Барток, власник великої корпорації, що займається розробкою нових технологій. Мартін росте і розвивається набагато швидше за своїх однолітків, у віці декількох місяців він виглядає як десятирічна дитина, а в п'ять років нічим не відрізнявся від юнака. Весь час, що Мартін перебував у Бартока, він займався дослідженнями, які вів його батько. Через деякий час він починає зустрічатися з Бет Логан, яка працює разом з ним в лабораторії. Однак незабаром з тілом Мартіна стали відбуватися дивні метаморфози. Як з'ясувалося, причиною прискореного розвитку організму є мутовані хромосоми, які Мартін успадкував від свого батька. І тепер сам він перетворюється на гібрид людини і мухи.

## У ролях
| Актор             | Роль             |
| ----------------- | ---------------- |
| Ерік Штольц       | Мартін           |
| Дафна Зуніга      | Бет              |
| Лі Річардсон      | Барток           |
| Джон Гетц         | Статіс           |
| Френк Тернер      | Шепард           |
| Енн Марі Лі       | Джейнвей         |
| Гері Чок          | Скорбі           |
| Сеффрон Гендерсон | Ронні            |
| Гарлі Крос        | 10-річний Мартін |
| Метью Мур         | 4-річний Мартін  |
| Роб Рой           | Вайлі            |
| Ендрю Роудс       | Гарджіс          |
| Пет Бермел        | Маккензі         |
| Вільям С. Тейлор  | доктор Трімбл    |
| Джеррі Вассерман  | Сіммс            |

## Саундтрек
| Список треків | Список треків                 | Список треків |
| #             | Назва                         | Тривалість    |
| ------------- | ----------------------------- | ------------- |
| 1.            | «The Fly II»                  | 1:52          |
| 2.            | «Come Fly With Me»            | 2:33          |
| 3.            | «Fly Variations»              | 6:23          |
| 4.            | «Musica Domestica Metastasis» | 7:22          |
| 5.            | «The Spider and the Fly»      | 1:35          |
| 6.            | «More is Coming»              | 3:35          |
| 7.            | «The Fly March»               | 4:11          |
| 8.            | «Accelerated Brundle Disease» | 4:17          |
| 9.            | «Bay 17 Mysteries»            | 2:39          |
| 10.           | «Batok Barbaro»               | 5:17          |
| 11.           | «What's the Magic Word?»      | 4:59          |
| 12.           | «Dad»                         | 2:56          |
| 47:36         |                               |               |